# Fidra
Fidra ist eine unbewohnte Insel im Firth of Forth vor North Berwick in East Lothian. Der Name der Insel ist auf die altnordische Sprache zurückzuführen und bezieht sich auf die Menge der Federn, die es aufgrund der Seevogelkolonien auf der Insel zu finden gibt.
Auf Fidra steht ein Leuchtturm, der automatisch gesteuert wird. Auf der Insel befinden sich Kameras, mit denen man im Scottish Seabird Centre in North Berwick die Vögel auf der Insel beobachten kann.